# Флорида Гейторс (баскетбол)
Флорида Гейторс (англ. Florida Gators) — баскетбольная команда, представляющая Флоридский университет в первом баскетбольном мужском дивизионе NCAA. Располагается в Гейнсвилле (штат Флорида). Команда выступает в Юго-Восточной конференции. Домашние игры проводит в «О'Конелл-центре», расположенном в кампусе университета. Главным тренером «Гейторс» является Майк Уайт.
«Гейторс» дважды становились национальными чемпионами в 2006 и 2007 годах. «Гейторс» являются единственной командой в истории NCAA, выигравшей два чемпионата с одинаковым стартовым составом.

## Регламент чемпионата
Ежегодно сезон «Флориды Гейторс» начинается с игр с соперниками из других конференций, включая ежегодный матч с Флоридой Стэйт. Далее команда играет восемнадцать игр внутри конференции: по две подряд игры дома и на выезде с пяти членами конференции SEC, а также по одной игре с восьми другими членами конференции. Исторически сложилось, что у «Гейторс» нет принципиальных соперников в соревнованиях по баскетболу. Однако, начиная с 1980-х годов, когда «Гейторс» стали регулярными претендентами на титул чемпиона конференции, команда всё чаще стала противостоять таким сильным университетам, как Кентукки и Теннесси.

## Достижения
- Чемпион NCAA: 2006, 2007
- Финалист NCAA: 2000
- Полуфиналист NCAA: 1994, 2000, 2006, 2007, 2014
- Четвертьфиналист NCAA: 1994, 2000, 2006, 2007, 2011, 2012, 2013, 2014, 2017
- 1/8 NCAA: 1987, 1994, 1999, 2000, 2006, 2007, 2011, 2012, 2013, 2014, 2017
- Участие в NCAA: 1987, 1988, 1989, 1994, 1995, 1999, 2000, 2001, 2002, 2003, 2004, 2005, 2006, 2007, 2010, 2011, 2012, 2013, 2014, 2017, 2018, 2019
- Победители турнира конференции: 2005, 2006, 2007
- Победители регулярного чемпионата конференции: 1989, 2000, 2001, 2007, 2011, 2013